# Соуза Андраде, Диего де
Дие́го де Со́уза Андра́де (порт.-браз. Diego de Souza Andrade; 17 июня 1985, Рио-де-Жанейро, Бразилия) — бразильский футболист, полузащитник. Выступал за сборную Бразилии.

## Карьера

### Клубная
Диего Соуза начал свою карьеру в клубе «Флуминенсе» и быстро привлёк к себе внимание своей игрой. В 2003 году футболист перебрался в Европу — в португальскую «Бенфику». Однако в составе нового клуба бразильцу закрепиться не удалось (он сыграл за «Бенфику» лишь 2 матча), и он был отдан в аренду вначале «Фламенго», затем «Гремио». В составе «Гремио» Диего Соуза был заметен и помог клубу в 2007 году добраться до финала Кубка Либертадорес. Именно его голы стали решающими в противостояниях с «Сан-Паулу» в 1/8 финала и с «Сантосом» в полуфинале.
В 2008 году Диего Соуза перешёл в «Палмейрас». Зимой 2010 года футболистом, по сообщениям некоторых источников, интересовался московский ЦСКА. Летом 2010 года обсуждался возможный переход Диего Соузы в «Лацио» или другой европейский клуб, однако полузащитник принял решение остаться в «Палмейрасе». В середине 2010 года было объявлено о переходе Соузы в «Атлетико Минейро» за 3 млн евро.
18 июля 2013 года было официально объявлено о том, что Диего Соуза подписал четырёхлетний контракт с клубом «Металлист». В декабре 2013 года Диего Соуза был дисквалифицирован на 2 матча за конфликт с Русланом Ротанем из «Днепра». 18 декабря 2015 года официально снова стал игроком «Флуминенсе», с которым подписал контракт до конца 2018 года.

### Международная
Выступал за юношеские и молодёжную сборную Бразилии. За первую сборную Бразилии дебютировал в официальных матчах 11 октября 2009 года в игре с Боливией.

## Достижения
Командные
 «Флуминенсе»
- Чемпион штата Рио-де-Жанейро: 2005

 «Палмейрас»
- Чемпион штата Риу-Гранди-ду-Сул: 2007

 «Гремио»
- Финалист Кубка Либертадорес: 2007

 «Атлетико Минейро»
- Чемпион штата Сан-Паулу: 2008

Личные
- Лучший бомбардир чемпионата Бразилии: 2016 (14 голов, совместно с Вильямом Почкером и Фредом)